# BOGESTRA
BOGESTRA er en forkortelse af Bochum-Gelsenkirchener Straßenbahnen, og står for den offentlige trafik i Bochum i den tyske delstat Nordrhein-Westfalen, under selskabet VRR – Verkersverbund Rhein-Ruhr.
BOGESTRA driver seks sporvognslinjer og en del buslinjer.

## Ekstern henvisning
- Bochum-Gelsenkirchener Straßenbahnen (BOGESTRA) – officiel website

51°28′27.11″N 7°13′30.1″Ø / 51.4741972°N 7.225028°Ø